# Ștormove, Novoaidar
Ștormove (în ucraineană Штормове) este localitatea de reședință a comunei Ștormove din raionul Novoaidar, regiunea Luhansk, Ucraina.

## Demografie
Componența lingvistică a localității Ștormove
     Ucraineană (84,91%)
     Rusă (14,32%)
     Alte limbi (0,11%)
Conform recensământului din 2001, majoritatea populației localității Ștormove era vorbitoare de ucraineană (84,91%), existând în minoritate și vorbitori de rusă (14,32%).